# Boone County (West Virginia)
Boone County ist ein County im Bundesstaat West Virginia der Vereinigten Staaten. Der Verwaltungssitz (County Seat) ist Madison. Das U.S. Census Bureau hat bei der Volkszählung 2020 eine Einwohnerzahl von 21.809 ermittelt.

## Geographie
Das County liegt im Südwesten von West Virginia und hat eine Fläche von 1303 Quadratkilometern, wovon ein Quadratkilometer Wasserfläche ist. Es grenzt im Uhrzeigersinn an folgende Countys: Kanawha County, Raleigh County, Wyoming County, Logan County und Lincoln County.

## Geschichte
Boone County wurde am 11. März 1847 aus Teilen des Cabell County, Kanawha County und Nicholas County gebildet. Benannt wurde es nach Daniel Boone, einem US-amerikanischen Pionier und Grenzer, der den so genannten Wilderness Trail erschloss und die Stadt Boonesborough in Kentucky gründete.

## Naturschutz
1960 wurde in der Nähe von Nellis die Fork Creek Wildlife Management Area eingerichtet. Die Größe des Schutzgebietes für Wildtiere betrug 28,32 km². Nach einem Verkauf des Gebietes an die Island Creek Coal Company wurde der Schutzstatus des Gebiets zum 3. Juli 2008 aufgehoben, zumal die Zufahrtsstraße zur Mine der Gesellschaft das Schutzgebiet durchschnitt.

## Demografische Daten
Nach der Volkszählung im Jahr 2000 lebten im Boone County 25.535 Menschen in 10.291 Haushalten und 7.460 Familien. Die Bevölkerungsdichte betrug 20 Einwohner pro Quadratkilometer. Ethnisch betrachtet setzte sich die Bevölkerung zusammen aus 98,53 Prozent Weißen, 0,65 Prozent Afroamerikanern, 0,12 Prozent amerikanischen Ureinwohnern, 0,07 Prozent Asiaten, 0,02 Prozent Bewohnern aus dem pazifischen Inselraum und 0,07 Prozent aus anderen ethnischen Gruppen; 0,54 Prozent stammten von zwei oder mehr Ethnien ab. 0,46 Prozent der Bevölkerung waren spanischer oder lateinamerikanischer Abstammung.
Von den 10.291 Haushalten hatten 31,1 Prozent Kinder und Jugendliche unter 18 Jahre, die bei ihnen lebten. 57,5 Prozent waren verheiratete, zusammenlebende Paare, 10,5 Prozent waren allein erziehende Mütter, 27,5 Prozent waren keine Familien, 24,6 Prozent waren Singlehaushalte und in 11,0 Prozent lebten Menschen im Alter von 65 Jahren oder darüber. Die Durchschnittshaushaltsgröße betrug 2,47 und die durchschnittliche Familiengröße lag bei 2,92 Personen.
Auf das gesamte County bezogen setzte sich die Bevölkerung zusammen aus 23,2 Prozent Einwohnern unter 18 Jahren, 9,0 Prozent zwischen 18 und 24 Jahren, 28,0 Prozent zwischen 25 und 44 Jahren, 26,3 Prozent zwischen 45 und 64 Jahren und 13,6 Prozent waren 65 Jahre alt oder darüber. Das Durchschnittsalter betrug 39 Jahre. Auf 100 weibliche Personen kamen 95,5 männliche Personen. Auf 100 Frauen im Alter von 18 Jahren oder darüber kamen statistisch 92,5 Männer.

Das jährliche Durchschnittseinkommen eines Haushalts betrug 25.669 USD, das Durchschnittseinkommen der Familien betrug 31.999 USD. Männer hatten ein Durchschnittseinkommen von 34.931 USD, Frauen 19.607 USD. Das Prokopfeinkommen betrug 14.453 USD. 18,3 Prozent der Familien und 22,0 Prozent der Bevölkerung lebten unterhalb der Armutsgrenze. Davon waren 27,9 Prozent Kinder oder Jugendliche unter 18 Jahre und 13,9 Prozent waren Menschen über 65 Jahre.

## Orte im Boone County
Das Boone County ist in vier Gemeinden unterteilt, davon eine City und drei Towns. Zu Statistikzwecken führt das U.S. Census Bureau fünf Census-designated places, die dem County unterstellt sind und keine Selbstverwaltung besitzen. Diese sind wie die Unincorporated Communities gemeindefreies Gebiet.
City
- Madison

Towns
- Danville
- Sylvester
- Whitesville

Census-designated places (CDP)
- Comfort
- Greenview
- Racine
- Twilight
- Van

andere Unincorporated Communities
| - Altman - Andrew - Ashford - Bald Knob - Bandytown - Barrett - Bigson - Bim - Bloomingrose - Blue Pennant - Bob White - Bradley - Breece - Brush Creek - Brushton - Cameo | - Cazy - Clinton - Clothier - Coopertown - Dartmont - Dodson Junction - Easly - Eden - Elk Run Junction - Emmons - Foch - Foster - Fosterville - Garrison - Gordon - Greenwood | - Havana - Hewett - High Coal - Hopkins Fork - Horse Creek Junction - Janie - Jeffrey - Joes Creek - Julian - Keith - Kirbyton - Kohlsaat - Lanta - Lindytown - Low Gap - Manila | - Marnie - Marthatown - Maxine - Milltown - Morrisvale - Nellis - Nelson - Orgas - Ottawa - Peytona - Pondco - Powell Creek - Prenter - Price Hill - Quinland - Ramage | - Ridgeview - Rock Creek - Rumble - Secoal - Sharlow - South Madison - Seth - Stark - Turtle Creek - Uneeda - Washington Heights - Wharton - Williams Mountain |